# Мозаїки Михайлівського Золотоверхого собору
 Мозаїки Михайлівського Золотоверхого собору — художньо довершений зразок сакрального середньовічного мистецтва початку 12 століття, випадково збережений у Києві.

## Історія

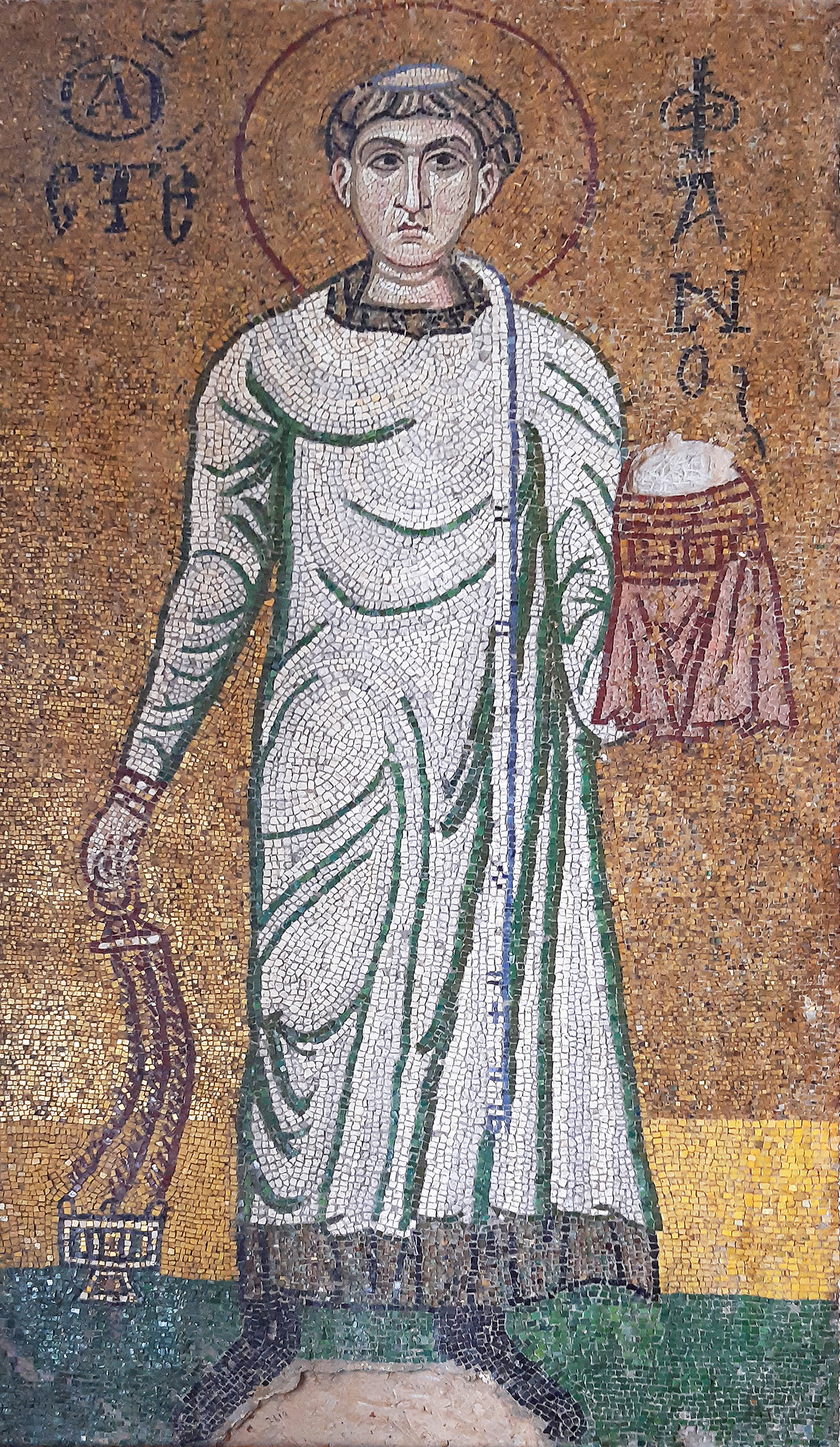
Архідиякон Стефан (ХІІ ст.). Зберігається в Софійському соборі Києва.

До пам'яток світового значення на теренах України і Києва належать мозаїки Михайлівського Золотоверхого собору.
З історії відомо, що перші мозаїки візантійського ізводу прикрашали вже Десятинну церкву та Успенський собор Печерського монастиря у Києві. Відстань у декілька століть пройшли мозаїки Софії Київської, хоча з колись великого первісного циклу збереглося не все.
Чи були мозаїки у інших храмах чи світських спорудах ? Дослідження і археологічні розкопки у 20 столітті довели, що мозаїчний декор мали також — * єпископські палати
- церква св. Петра у Києві
- церква Архангела Михаїла (Переяслав)[1].

З сакральними спорудами все логічно і зрозуміло, бо мозаїками прикрашали усі значущі храми Візантії. Дещо незвичним було створення мозаїчного декору у єпископських палатах на теренах Київської Руси (адже єпископ не князь). Заможний єпископ Єфрем відвідав свого часу Константинополь і так був вражений красою мозаїк у храмах і палацах, що переніс ідею створення мозаїк і на стіни власного палацу ще 1089 року.

## Хронологія і записи
Хронологічно створення мозаїк на теренах Київської Руси відбулось з кінця 10 до 12 століть. Хоча мозаїчне виробництво було на ту пору трудомістким і вимагало специфічних навичок. Скляне виробництво у слов'ян було, про це свідчать численні уламки скляних браслетів. Але відстань від скляного браслета до сюжетної мозаїки — завелика, бо вимагала знання детально розробленої іконографії.
У письмових джерелах знайдений запис про запрошення візантійських майстрів-мозаїстів, що свого часу декорували інтер'єри Десятинної церкви. У науковців нема сумнівів, що греки-візантійці неодноразово прибували до Києва і пізніше, стилістика мозаїк Софії Київської свідчить, що тут попрацювали візантійські майстри. Відомо навіть, що майстри прибували з Влахернського кварталу Константинополя.

## Свідоцтва про золотоверхий храм
Про князівський храм Архангела Михаїла сповістив літопис, що в літо 1108 року заложена була церква святого Михаїла, золотоверха, Святополком князем, 11 липня… Храм логічно висвятили на честь архангела Михаїла, бо християнським ім'ям князя Святополка було саме ім'я Михаїл. Вважався архангел і патроном-покровителем військової справи, єдиної гідної «роботи» князів. По смерті князя Святополка його привезли до Києва і поховали у церкві, на його кошти вибудованій. Не дивно, що князь не жалкував грошей на храм свого небесного покровителя, не пожалкував грошей на золото для купола і запросив на працю візантійських мозаїстів.

## Мозаїки монастирської церкви

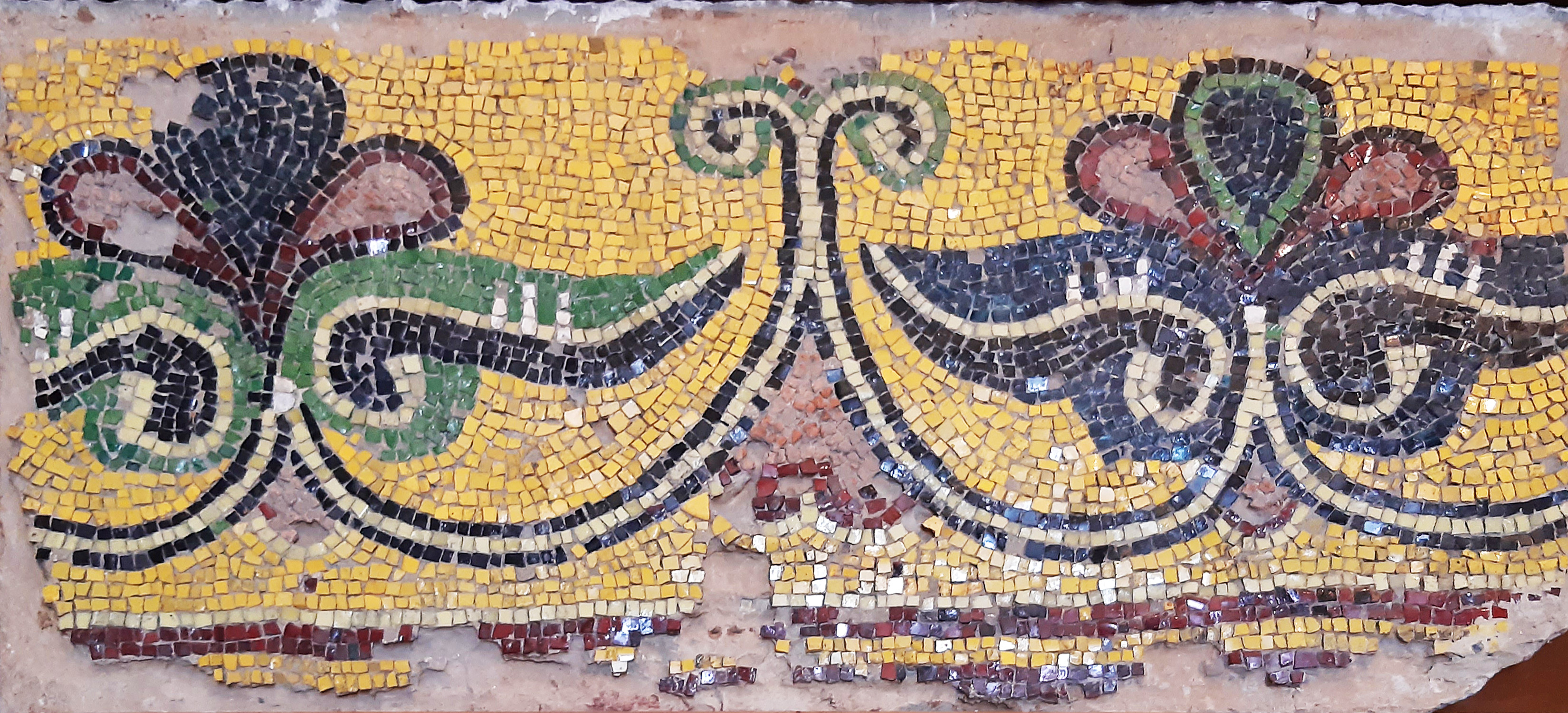
Мозаїчний орнамент

Літопис сповістив про поховання князя у монастирському храмі, створеним ним же на власні кошти. Тобто, мозаїки могли бути створені у період між 1108 та 1113 роками. Загальна площа мозаїк, що збереглися до 20 століття — 45 м².
Михайлівський Золотоверхий був на диво мало пошкоджений навіть після декількох військових розорень самого Києва. Церква була хрестово-купольна, з трьома навами, шістьма гранчастими стовпами та трьома гранчастими апсидами. У північній частині нарфіка була вибудована вежа, сходами котрої князь і вояки дружини піднімались на хори (князівська верхівка перебувала на службі відокремлено від натовпу у храмі). З висоти хор непогано було видно і коштовні мозаїки, створені у вівтарній апсиді та на двох найближчих стовпах. Композиція мозаїк повторювала аналогічну, що була створена у храмі Софії Київської. Була тут і своя Богородиця Оранта, що була цілковито втрачена. Нижче Оранти була смуга мозаїк зі сценою євхаристії (причастя апостолів), котру проводив для апостолів сам Христос. Нижче цієї смуги був святительський чин. Мозаїками були прикрашені навіть шиферні плитки підлоги. Окрім мозаїк були ще фрески і ікони, коштовний посуд.
Додатково було створено два зображення святого вояка Дмитра Солунського та архидиякона Стефана на рівні сцени євхаристії. Цілковито втрачені як Оранта, так і весь святительський чин. Найменше постраждала смуга мозаїк з євхаристією, хоча вона розколота всередині. З восьми фігур апостолів повністю збереглася лише фігура апостола Фаддея. Збереглася і більша частина смуги орнамента, що відокремлювала сцену євхаристії від святительського чина.
Мозаїки були розташовані на висоті 5, 65 метрів над рівнем підлоги, а фігури створені видовженими, що перебивало (приховувало) їх перспективне скорочення. Вивченням мозаїк ґрунтовно займався мистецтвознавець Д. В. Айналов. Незважаючи на відсутність атрибутів, він запропонував свою схему, хто є хто в композиції. Групу ліворуч очолив апостол Петро, групу праворуч, відповідно, Павло. Майстри позбавили голови апостолв німбів, їх мають лише Христос на янголи з рипідами (опахалами-віялами). Майстри не позбавили сцену урочистості, але апостоли створюють вільні групки, помітно ускладнена мова жестів, розташування рук і голів. Не створено і позему понизу, що утворило враження якогось неземного польоту фігур на золотому тлі мозаїк.
Для мозаїк, закінчених роботою 1113 року, це забагато для збереженості. Справа не в датуванні, справа в надзвичайно талановито створених мозаїках, мистецький рівень котрих переважав над мозаїками Софії Київської.

## Сцена євхаристії

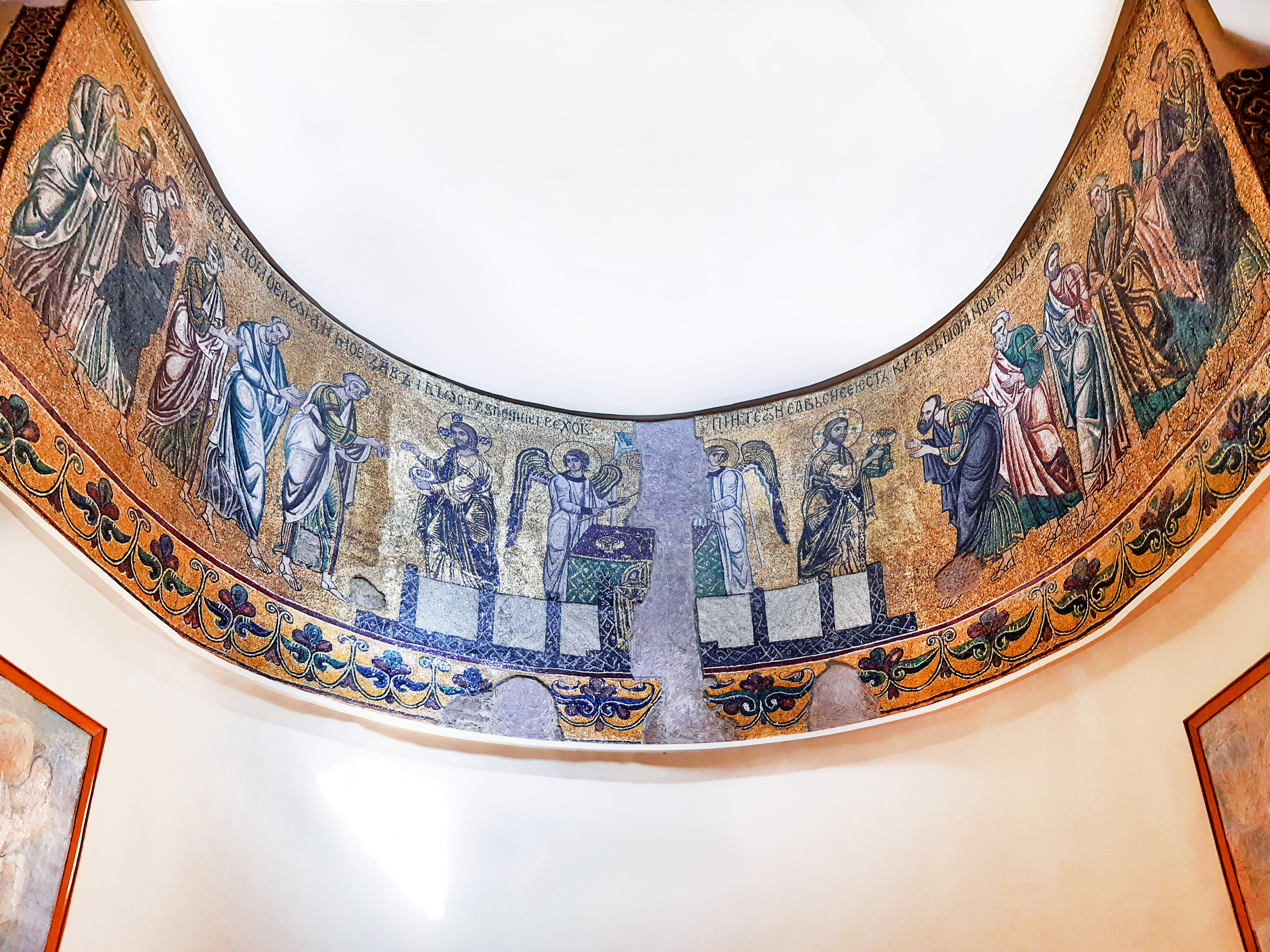

## Колористичні гами мозаїк
Мозаїки Михайлівського Золотоверхого відрізняються також надзвичайно тонко розробленими колористичними гамами. В них переважають зелені і золоті фарби. Кількість зелених — надзвичайно багата і простягається від тьмяних зелених до яскравих і насичених. золоті і зелені доповнені і білими, і рожевими, і бузковими.

## Вислід
Драматичні події середини 12 ст. на теренах Київської Руси принесли чимало горя і смертей народам країни і непоправних змін. Наслідками став занепад держави і факт швидкого занепаду культури Київської Руси (культури будівельної, сакральної, декоративної). Мозаїки Михайлівського Золотоверхого собору таким чином мимоволі стануть останніми свідками високого піднесення середньовічної культури цієї держави на тлі занепаду феодальної держави, свідоцтвом винятковості умов їх виникнення і піднесення у десятиліття, коли світ знання і майстерності (близький до візантійського) на цих землях згас.
Мозаїки як різновид живопису зникають на сім століть і будуть відроджені у 19 столітті у нових умовах і з новими ідейними настановами Російської імперії.

## Руйнація за часів СРСР
1922 року Михайлівський монастир за постановою більшовицького уряду було ліквідовано. У 1934–1936 Михайлівський Золотоверхий собор, дзвіниця та частина інших споруд монастиря були поруйновані під приводом будівництва на його земельній ділянці нового урядового центру. В Києві було вдосталь місць для побудови такого урядового центру і без руйнації монастиря, нова варварська влада не пішла на це, воліючи нищити пам'ятки будь-якого століття, аби продемонструвати натовпу підкореної України, хто в ній тепер господар і пан.
Урядовий центр планували зробити копією головного будинку ЦК КПУ — зараз будівля міністерства закордонних справ України. Єдиний з українських вчених, хто відмовився підписати акт на знесення Михайлівського Золотоверхого монастиря — Микола Макаренко, якого невдовзі за це було репресовано.
Про непересічну художню вартість мозаїк і фресок Михайлівського Золотоверхого собору знали у Ленінграді. Більшовицька постанова руйнації старовинної пам'ятки у Києві викликала тривогу і бажання врятувати хоч щось. Уряд, однак, поспішав з новим будівництвом, тому для рятувальних робіт у соборі було відведено замало часу. Знімати коштовні мозаїки початку 12 ст. розпочали 26 червня 1934 року. До робіт приступила бригада мозаїчного відділення колишньої Петербурзької Академії мистецтв, очолену В. А. Фроловим. Йому допомагали всього три майстри, хоча копітка праця потребувала більше людей. Потрібно було знімати мозаїки без їх переберу та переносити їх на нову цементну основу. Переборка смальт і створення мозаїк на новій основі були неприпустимими, позаяк зникала унікальна старовинна поверхня-побудова мозаїк початку 12 ст. Але пам'ятка була пошкоджена в середині композиції і понизу. Поспішання в роботі примусило перебирати мозаїки у маловажливих чи другорядних ділянках, аби встигнути з рятуванням. Від часткового осипання мозаїк це не вберегло і випавші камінці-смальти підбирали і клали в мішки. Загальна кількість осипаних решток досягла близько ста кг (100 кг). Серед них природні камінці, кераміка, скляні фрагменти, різнокольорова смальта і смальта із золотою фольгою. Мішки з осипами мозаїк Михайлівського собору лягли мертвим вантажем у коморах.
Доля знятих мозаїк і решток фресок з Михайлівського собору склалась по різному. Смуга з євхаристією була перенесена до Софії Київської, де показувалась у невідповідних для них умовах і не на тій висоті, що була первісно. Частка мозаїк, рельєфів і фресок передана до російських музеїв без їх повернення Україні.

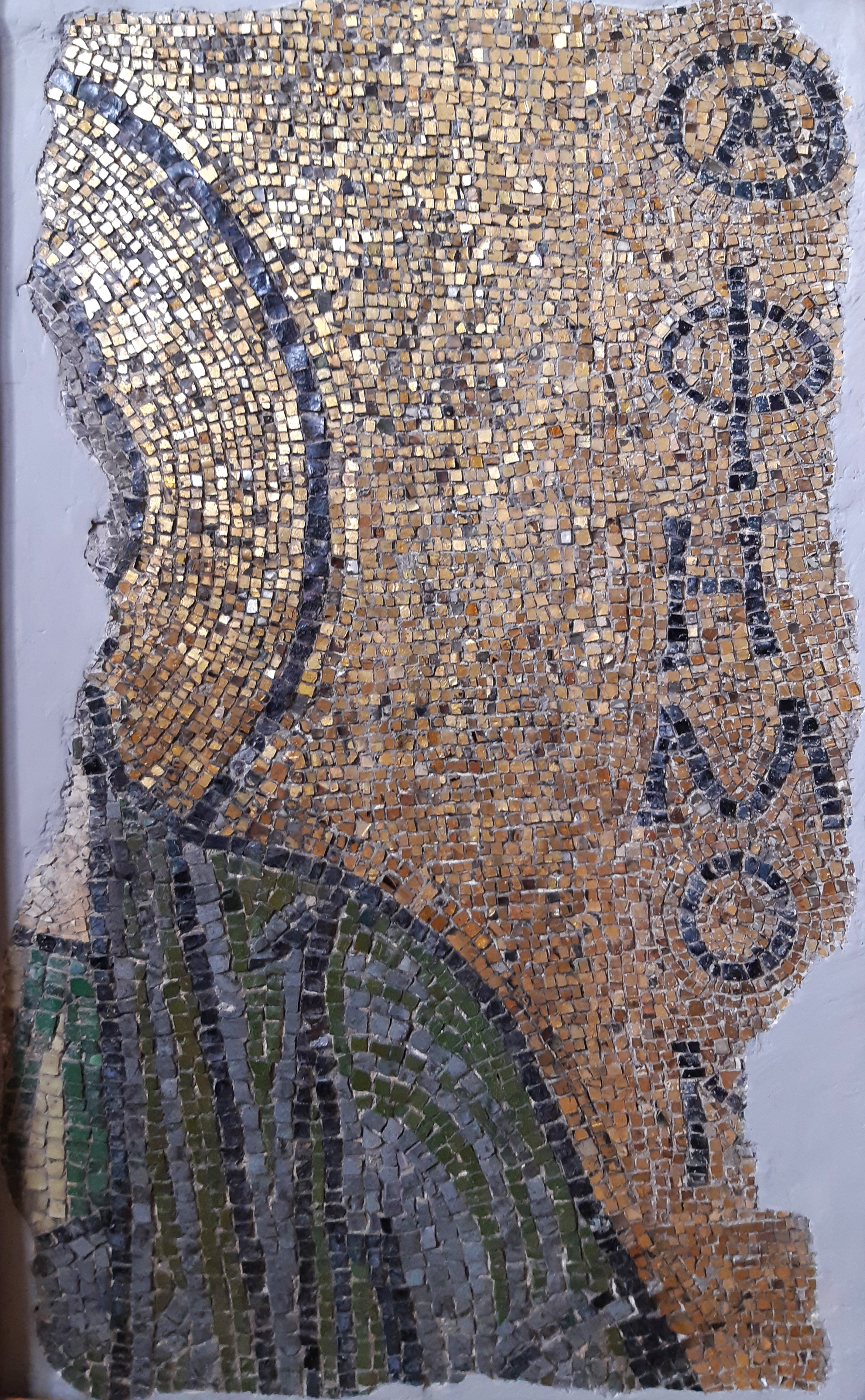
Фрагмент мозаїки імовірно апостола
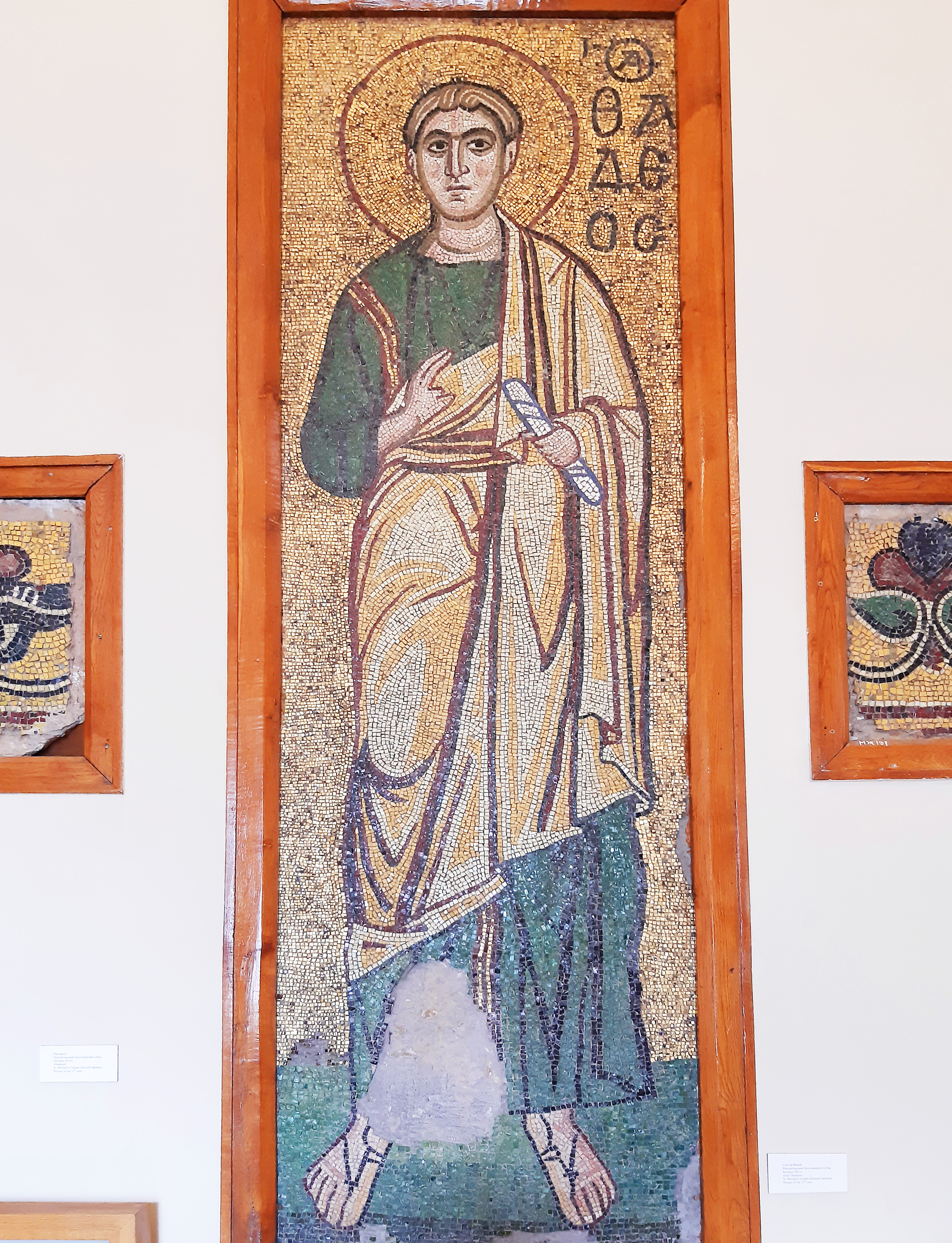
Мозаїка святого
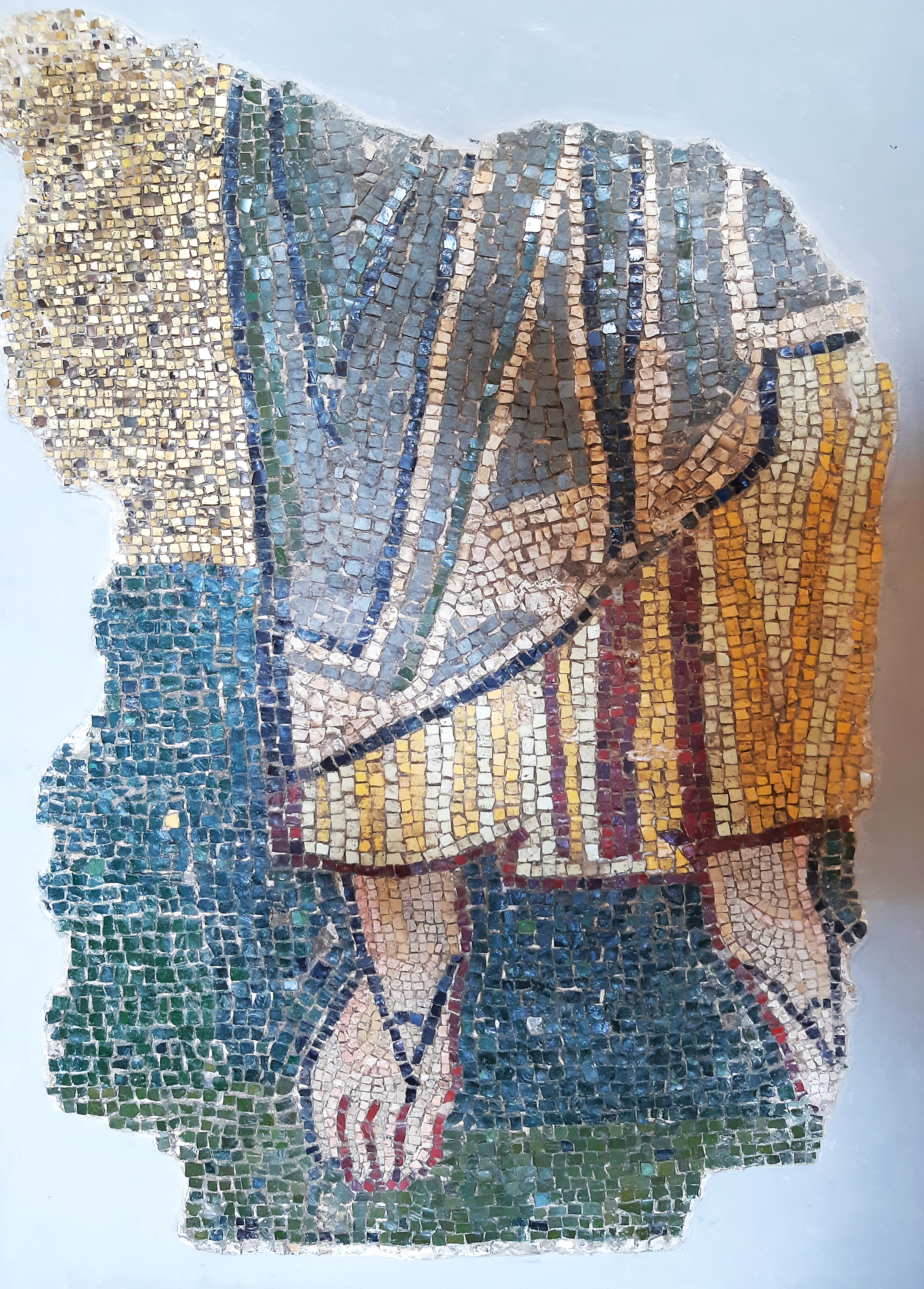
Фрагмент мозаїки святого